# 粟国 (海防艦)
粟国（あぐに）は、日本海軍の海防艦。鵜来型海防艦の4番艦。1944年12月に竣工し、太平洋戦争を生き延びたものの、行動不能状態で終戦を迎え、1945年11月に除籍された。2015年現在確認可能な太平洋戦争の戦闘記録上において、アメリカ軍が使用した誘導爆弾が命中した唯一の日本艦とされる。艦名は、沖縄県の粟国島にちなむ。

## 起工までの経緯
マル急計画の海防艦甲型、第310号艦型の28番艦、仮称艦名第337号艦として計画。1942年2月14日、海防艦乙型（基本計画番号E20）の基本計画の決定により第322号艦型に計画変更。1943年7月5日、海防艦改乙型（基本計画番号E20b）の設計が完了したため、第310号艦型と第320号艦型の未起工艦のうち本艦を含む8隻は、基本計画番号E20bに従って建造されることになった。また、未起工艦8隻のうち日立造船に建造が割り当てられていた3隻は、用兵側から要望のあった掃海具を装備した通称「日振型」として建造されることになる。

## 艦歴
1944年2月15日、日本鋼管株式会社鶴見造船所で起工。4月5日、粟国と命名、占守型に分類されて同級の24番艦に定められ、本籍を舞鶴鎮守府と仮定。6月5日、艦艇類別等級別表の改正で海防艦の部中に鵜来型が新設され、同級の4番艦に定められる。9月21日進水。12月2日竣工し、本籍を舞鶴鎮守府、役務を舞鶴鎮守府警備海防艦にそれぞれ定められる。同日付で呉防備戦隊に編入され、基礎術力練成教育に従事。
1945年1月17日、海上護衛総司令部第一護衛艦隊に編入。22日、モホ01船団（4隻）を第18号海防艦、新井埼と護衛し門司発。攻撃を受けることなく、2月2日香港着。香港到着後、新井埼が海南警備府作戦指揮下に編入されたため護衛から外れ、護衛に第9号海防艦が、船団に橋立丸（海軍配当船）がそれぞれ加わり、ホモ01船団として2月4日香港発。上海へ向け航行中の11日、橋立丸が触雷したため粟国は単艦でこれを護衛し、14日上海着。粟国はここで船団から離れて香港へ回航。20日、ホモ02船団（7隻）を第40号海防艦と護衛し香港発。
3月2日、六連着。ここで船団から離れ、3日明精丸（船舶運営会）を伴い六連着。4日、六連を発し吉林丸（船舶運営会）を6日まで護衛。その後泗礁山に回航。8日、ヒ96船団に合同するため泗礁山発。同船団に合流後泗礁山、薪智島、加徳水道を経由し、13日門司着。18日、AS3作戦（潜水艦撃滅作戦）参加のため門司発。巨文島で対馬、久賀と合流し、済州島東方で任務にあたる。
4月14日、モシ02船団護衛部隊の能美と第31号海防艦が飛揚島で被雷沈没したため、同島周辺海域で対潜掃蕩に従事。25日、第三十一海防隊に編入され、巨文島周辺海域で対潜掃蕩に従事。
5月27日、黄海の哨区で沖縄と行動中、PB4Y-2哨戒爆撃機の空襲を受け、右舷前部に誘導爆弾バットが命中した。艦橋よりも前の艦体が下方に折れ曲がり航行に支障が出たため、稲木の救援を受け後進で鎮海に入港。その後修理のため釜山へ回航。
終戦時は釜山で修理中だったが、艦首に板をつけて釜山を脱出し舞鶴に回航。8月25日、舞鶴鎮守府第一予備海防艦に定められる。11月30日、海軍省の廃止に伴い除籍。
1947年（昭和22年）2月1日時点で、舞鶴で艦首切断、機関部品を他に転用した状態にあり、舞鶴地方復員局所管の行動不能艦艇（特）に定められる。戦後は修理されずに部品取りとして用いられ、八丈、久賀、第200号海防艦と繋がれ舞鶴港内に繋留されていた。
5月3日、行動不能艦艇（特）の定めを解かれ、1948年1月から5月20日にかけて飯野産業舞鶴造船所で解体された。

## 海防艦長
艤装員長
1. 檜貝俊夫 大尉/少佐：1944年9月1日 - 1944年12月2日

海防艦長
1. 檜貝俊夫 少佐：1944年12月2日 - 1945年9月30日[注釈 9]